# Weddington
Weddington è una città degli Stati Uniti d'America situata nella Carolina del Nord, nella Contea di Union e in parte nella Contea di Mecklenburg.